# Eleições autárquicas portuguesas de 1997 no distrito de Portalegre
| Eleições autárquicas portuguesas de 1997 Distritos: Aveiro \| Beja \| Braga \| Bragança \| Castelo Branco \| Coimbra \| Évora \| Faro \| Guarda \| Leiria \| Lisboa \| Portalegre \| Porto \| Santarém \| Setúbal \| Viana do Castelo \| Vila Real \| Viseu \| Açores \| Madeira |

## Resultados por concelho
Os resultados nos concelhos do Distrito de Portalegre foram os seguintes:

### Alter do Chão
| Partido                 | Partido                        | Votos | %               | +/-  | Vereadores | +/-     |
| ----------------------- | ------------------------------ | ----- | --------------- | ---- | ---------- | ------- |
|                         | Partido Social Democrata       | 1 012 | 37,79 / 100,00  | 4,13 | 2 / 5      | Estável |
|                         | Partido Socialista             | 870   | 32,49 / 100,00  | 2,49 | 2 / 5      | Estável |
|                         | Coligação Democrática Unitária | 547   | 20,43 / 100,00  | 8,16 | 1 / 5      | Estável |
|                         | Partido Popular                | 100   | 3,73 / 100,00   | 0,68 | 0 / 5      | Estável |
| Votos Inválidos         | Votos Inválidos                | 149   | 5,56 / 100,00   | 0,87 |            |         |
| Total                   | Total                          | 2 678 | 100,00 / 100,00 |      | 5 / 5      |         |
| Eleitorado/Participação | Eleitorado/Participação        | 3 812 | 70,25 / 100,00  | 5,77 |            |         |

### Arronches
| Partido                 | Partido                        | Votos | %               | +/-   | Vereadores | +/-     |
| ----------------------- | ------------------------------ | ----- | --------------- | ----- | ---------- | ------- |
|                         | Partido Socialista             | 1 538 | 65,06 / 100,00  | 20,48 | 4 / 5      | 1       |
|                         | Partido Social Democrata       | 444   | 18,78 / 100,00  | 20,61 | 1 / 5      | 1       |
|                         | Coligação Democrática Unitária | 219   | 9,26 / 100,00   | 0,76  | 0 / 5      | Estável |
|                         | Partido Popular                | 64    | 2,71 / 100,00   | 0,34  | 0 / 5      | Estável |
| Votos Inválidos         | Votos Inválidos                | 99    | 4,18 / 100,00   | 1,21  |            |         |
| Total                   | Total                          | 2 364 | 100,00 / 100,00 |       | 5 / 5      |         |
| Eleitorado/Participação | Eleitorado/Participação        | 3 266 | 72,38 / 100,00  | 2,91  |            |         |

### Avis
| Partido                 | Partido                        | Votos | %               | +/-  | Vereadores | +/-     |
| ----------------------- | ------------------------------ | ----- | --------------- | ---- | ---------- | ------- |
|                         | Coligação Democrática Unitária | 2 067 | 60,37 / 100,00  | 1,10 | 4 / 5      | Estável |
|                         | Partido Socialista             | 860   | 25,12 / 100,00  | 1,01 | 1 / 5      | Estável |
|                         | Partido Social Democrata       | 336   | 9,81 / 100,00   | 3,04 | 0 / 5      | Estável |
| Votos Inválidos         | Votos Inválidos                | 161   | 4,71 / 100,00   | 0,94 |            |         |
| Total                   | Total                          | 3 424 | 100,00 / 100,00 |      | 5 / 5      |         |
| Eleitorado/Participação | Eleitorado/Participação        | 4 553 | 75,20 / 100,00  | 4,05 |            |         |

### Campo Maior
| Partido                 | Partido                        | Votos | %               | +/-  | Vereadores | +/-     |
| ----------------------- | ------------------------------ | ----- | --------------- | ---- | ---------- | ------- |
|                         | Partido Socialista             | 2 353 | 47,10 / 100,00  | 2,68 | 3 / 5      | Estável |
|                         | Coligação Democrática Unitária | 1 033 | 20,68 / 100,00  | 8,07 | 1 / 5      | Estável |
|                         | Partido Social Democrata       | 679   | 13,59 / 100,00  | 9,03 | 1 / 5      | Estável |
|                         | Partido Renovador Democrático  | 623   | 12,47 / 100,00  | -    | 0 / 5      | -       |
|                         | Partido Popular                | 162   | 3,24 / 100,00   | -    | 0 / 5      | -       |
| Votos Inválidos         | Votos Inválidos                | 146   | 2,92 / 100,00   | 1,29 |            |         |
| Total                   | Total                          | 4 996 | 100,00 / 100,00 |      | 5 / 5      |         |
| Eleitorado/Participação | Eleitorado/Participação        | 7 236 | 69,04 / 100,00  | 1,40 |            |         |

### Castelo de Vide
| Partido                 | Partido                        | Votos | %               | +/-  | Vereadores | +/-     |
| ----------------------- | ------------------------------ | ----- | --------------- | ---- | ---------- | ------- |
|                         | Partido Socialista             | 1 185 | 44,40 / 100,00  | 1,06 | 3 / 5      | Estável |
|                         | Partido Social Democrata       | 1 116 | 41,81 / 100,00  | 0,54 | 2 / 5      | Estável |
|                         | Coligação Democrática Unitária | 195   | 7,31 / 100,00   | 3,68 | 0 / 5      | Estável |
|                         | Partido Popular                | 72    | 2,70 / 100,00   | -    | 0 / 5      | -       |
| Votos Inválidos         | Votos Inválidos                | 101   | 3,78 / 100,00   | 0,63 |            |         |
| Total                   | Total                          | 2 669 | 100,00 / 100,00 |      | 5 / 5      |         |
| Eleitorado/Participação | Eleitorado/Participação        | 3 499 | 76,28 / 100,00  | 0,20 |            |         |

### Crato
| Partido                 | Partido                        | Votos | %               | +/-   | Vereadores | +/-     |
| ----------------------- | ------------------------------ | ----- | --------------- | ----- | ---------- | ------- |
|                         | Partido Socialista             | 1 365 | 44,28 / 100,00  | 11,29 | 3 / 5      | 1       |
|                         | Coligação Democrática Unitária | 1 186 | 38,47 / 100,00  | 6,34  | 2 / 5      | 1       |
|                         | Partido Social Democrata       | 351   | 11,39 / 100,00  | 2,85  | 0 / 5      | Estável |
|                         | Partido Popular                | 37    | 1,20 / 100,00   | 1,08  | 0 / 5      | Estável |
| Votos Inválidos         | Votos Inválidos                | 144   | 4,67 / 100,00   | 1,01  |            |         |
| Total                   | Total                          | 3 083 | 100,00 / 100,00 |       | 5 / 5      |         |
| Eleitorado/Participação | Eleitorado/Participação        | 4 185 | 73,67 / 100,00  | 4,71  |            |         |

### Elvas
| Partido                 | Partido                        | Votos  | %               | +/-   | Vereadores | +/-     |
| ----------------------- | ------------------------------ | ------ | --------------- | ----- | ---------- | ------- |
|                         | Partido Socialista             | 8 351  | 66,97 / 100,00  | 25,89 | 6 / 7      | 2       |
|                         | Partido Social Democrata       | 1 592  | 12,77 / 100,00  | 16,02 | 1 / 7      | 1       |
|                         | Coligação Democrática Unitária | 890    | 7,14 / 100,00   | 3,82  | 0 / 7      | 1       |
|                         | Partido Renovador Democrático  | 860    | 6,90 / 100,00   | 1,61  | 0 / 7      | Estável |
|                         | Partido Popular                | 411    | 3,30 / 100,00   | 2,83  | 0 / 7      | Estável |
| Votos Inválidos         | Votos Inválidos                | 366    | 2,94 / 100,00   | 0,47  |            |         |
| Total                   | Total                          | 12 470 | 100,00 / 100,00 |       | 7 / 7      |         |
| Eleitorado/Participação | Eleitorado/Participação        | 20 328 | 61,34 / 100,00  | 2,09  |            |         |

### Fronteira
| Partido                 | Partido                        | Votos | %               | +/-   | Vereadores | +/-     |
| ----------------------- | ------------------------------ | ----- | --------------- | ----- | ---------- | ------- |
|                         | Partido Social Democrata       | 1 570 | 55,44 / 100,00  | 17,44 | 3 / 5      | 1       |
|                         | Partido Socialista             | 887   | 31,32 / 100,00  | 0,33  | 2 / 5      | Estável |
|                         | Coligação Democrática Unitária | 239   | 8,44 / 100,00   | 10,76 | 0 / 5      | 1       |
|                         | Partido Popular                | 29    | 1,02 / 100,00   | 5,97  | 0 / 5      | Estável |
| Votos Inválidos         | Votos Inválidos                | 107   | 3,78 / 100,00   | 0,38  |            |         |
| Total                   | Total                          | 2 832 | 100,00 / 100,00 |       | 5 / 5      |         |
| Eleitorado/Participação | Eleitorado/Participação        | 3 560 | 79,55 / 100,00  | 0,03  |            |         |

### Gavião
| Partido                 | Partido                        | Votos | %               | +/-  | Vereadores | +/-     |
| ----------------------- | ------------------------------ | ----- | --------------- | ---- | ---------- | ------- |
|                         | Partido Socialista             | 2 030 | 62,17 / 100,00  | 5,66 | 4 / 5      | Estável |
|                         | Partido Social Democrata       | 835   | 25,57 / 100,00  | 8,55 | 1 / 5      | Estável |
|                         | Coligação Democrática Unitária | 269   | 8,24 / 100,00   | 1,21 | 0 / 5      | Estável |
| Votos Inválidos         | Votos Inválidos                | 131   | 4,01 / 100,00   | 1,69 |            |         |
| Total                   | Total                          | 3 265 | 100,00 / 100,00 |      | 5 / 5      |         |
| Eleitorado/Participação | Eleitorado/Participação        | 5 090 | 64,15 / 100,00  | 6,03 |            |         |

### Marvão
| Partido                 | Partido                        | Votos | %               | +/-   | Vereadores | +/-     |
| ----------------------- | ------------------------------ | ----- | --------------- | ----- | ---------- | ------- |
|                         | Partido Socialista             | 1 395 | 49,66 / 100,00  | 26,76 | 3 / 5      | 2       |
|                         | Partido Social Democrata       | 1 073 | 38,20 / 100,00  | 16,79 | 2 / 5      | 2       |
|                         | Partido Popular                | 201   | 7,16 / 100,00   | 3,46  | 0 / 5      | Estável |
|                         | Coligação Democrática Unitária | 28    | 1,00 / 100,00   | 3,36  | 0 / 5      | Estável |
| Votos Inválidos         | Votos Inválidos                | 112   | 3,99 / 100,00   | 0,29  |            |         |
| Total                   | Total                          | 2 809 | 100,00 / 100,00 |       | 5 / 5      |         |
| Eleitorado/Participação | Eleitorado/Participação        | 3 951 | 71,10 / 100,00  | 4,39  |            |         |

### Monforte
| Partido                 | Partido                        | Votos | %               | +/-   | Vereadores | +/-     |
| ----------------------- | ------------------------------ | ----- | --------------- | ----- | ---------- | ------- |
|                         | Coligação Democrática Unitária | 1 148 | 48,54 / 100,00  | 15,25 | 3 / 5      | 1       |
|                         | Partido Socialista             | 720   | 30,44 / 100,00  | 11,20 | 2 / 5      | Estável |
|                         | Partido Social Democrata       | 221   | 9,34 / 100,00   | 11,25 | 0 / 5      | 1       |
|                         | Partido Popular                | 185   | 7,82 / 100,00   | -     | 0 / 5      | -       |
| Votos Inválidos         | Votos Inválidos                | 91    | 3,85 / 100,00   | 0,63  |            |         |
| Total                   | Total                          | 2 365 | 100,00 / 100,00 |       | 5 / 5      |         |
| Eleitorado/Participação | Eleitorado/Participação        | 3 194 | 74,05 / 100,00  | 0,76  |            |         |

### Nisa
| Partido                 | Partido                        | Votos | %               | +/-   | Vereadores | +/-     |
| ----------------------- | ------------------------------ | ----- | --------------- | ----- | ---------- | ------- |
|                         | Coligação Democrática Unitária | 2 830 | 45,64 / 100,00  | 4,36  | 3 / 5      | 1       |
|                         | Partido Socialista             | 2 318 | 37,38 / 100,00  | 6,39  | 2 / 5      | Estável |
|                         | Partido Social Democrata       | 668   | 10,77 / 100,00  | 10,30 | 0 / 5      | 1       |
| Votos Inválidos         | Votos Inválidos                | 385   | 6,20 / 100,00   | 1,72  |            |         |
| Total                   | Total                          | 6 201 | 100,00 / 100,00 |       | 5 / 5      |         |
| Eleitorado/Participação | Eleitorado/Participação        | 8 669 | 71,53 / 100,00  | 1,76  |            |         |

### Ponte de Sôr
| Partido                 | Partido                        | Votos  | %               | +/-  | Vereadores | +/-     |
| ----------------------- | ------------------------------ | ------ | --------------- | ---- | ---------- | ------- |
|                         | Partido Socialista             | 4 542  | 42,46 / 100,00  | 4,61 | 3 / 7      | Estável |
|                         | Coligação Democrática Unitária | 4 431  | 41,42 / 100,00  | 5,96 | 3 / 7      | Estável |
|                         | Partido Social Democrata       | 1 337  | 12,50 / 100,00  | 7,54 | 1 / 7      | Estável |
| Votos Inválidos         | Votos Inválidos                | 387    | 3,62 / 100,00   | 0,30 |            |         |
| Total                   | Total                          | 10 697 | 100,00 / 100,00 |      | 7 / 7      |         |
| Eleitorado/Participação | Eleitorado/Participação        | 16 333 | 65,49 / 100,00  | 1,98 |            |         |

### Portalegre
| Partido                 | Partido                        | Votos  | %               | +/-   | Vereadores | +/-     |
| ----------------------- | ------------------------------ | ------ | --------------- | ----- | ---------- | ------- |
|                         | Partido Socialista             | 6 297  | 42,20 / 100,00  | 7,47  | 3 / 7      | Estável |
|                         | Partido Social Democrata       | 5 227  | 35,03 / 100,00  | 14,52 | 3 / 7      | 1       |
|                         | Coligação Democrática Unitária | 2 299  | 15,41 / 100,00  | 8,23  | 1 / 7      | 1       |
|                         | Partido Popular                | 617    | 4,13 / 100,00   | 1,56  | 0 / 7      | Estável |
| Votos Inválidos         | Votos Inválidos                | 482    | 3,23 / 100,00   | 0,38  |            |         |
| Total                   | Total                          | 14 922 | 100,00 / 100,00 |       | 7 / 7      |         |
| Eleitorado/Participação | Eleitorado/Participação        | 23 270 | 64,13 / 100,00  | 4,93  |            |         |

### Sousel
| Partido                 | Partido                        | Votos | %               | +/-   | Vereadores | +/-     |
| ----------------------- | ------------------------------ | ----- | --------------- | ----- | ---------- | ------- |
|                         | Partido Socialista             | 1 737 | 42,47 / 100,00  | 0,06  | 2 / 5      | Estável |
|                         | Partido Social Democrata       | 1 213 | 29,66 / 100,00  | 14,14 | 2 / 5      | 1       |
|                         | Coligação Democrática Unitária | 928   | 22,69 / 100,00  | 14,10 | 1 / 5      | 1       |
|                         | Partido Popular                | 79    | 1,93 / 100,00   | 0,43  | 0 / 5      | Estável |
| Votos Inválidos         | Votos Inválidos                | 133   | 3,26 / 100,00   | 0,47  |            |         |
| Total                   | Total                          | 4 090 | 100,00 / 100,00 |       | 5 / 5      |         |
| Eleitorado/Participação | Eleitorado/Participação        | 5 344 | 76,53 / 100,00  | 2,39  |            |         |